# Europapokal der Landesmeister 1955/56
Der Europapokal der Landesmeister 1955/56 war die erste Austragung dieses auf Initiative des Journalisten Gabriel Hanot (von der französischen Sport-Tageszeitung L’Équipe) zustande gekommenen Wettbewerbs im Fußball. 16 Klubmannschaften nahmen teil, in der Regel die jeweiligen Landesmeister der vorangehenden Saison; verbindlich war dies allerdings erst ab 1957/58. Der niederländische Verband meldete demzufolge nicht die „Berufsfußballer“ von Holland Sport, sondern Philips Eindhoven. Aus England nahm unter dem Druck der Liga, die wohl die Konkurrenz um die Zuschauergunst fürchtete, überhaupt kein Team teil, obwohl sich Meister FC Chelsea in den Vorbesprechungen höchst interessiert zeigte. Auch die Sowjetunion beteiligte sich – unter Verweis auf die engen Spielpläne wegen des langen russischen Winters – bis 1967 nicht am Meisterpokal.
Die Teilnehmer spielten abgesehen vom Finale im reinen Pokalmodus mit Hin- und Rückspielen um die Krone des europäischen Vereinsfußballs. Bei Gleichstand gab es ein Entscheidungsspiel auf neutralem Platz. In der ersten Runde durften die 16 teilnehmenden Vereine in freier Vereinbarung entscheiden, gegen wen sie antraten. So kam es unter anderem zur Begegnung zwischen Klubs aus dem sozialistischen Jugoslawien und dem faschistischen Portugal, obwohl deren Regierungen keine diplomatische Beziehungen zueinander unterhielten. Das Los bestimmte erst ab dem Viertelfinale die Spielpaarungen.
Das Finale fand am 13. Juni 1956 im Prinzenpark von Paris vor 38.000 Zuschauern statt. Real Madrid gewann mit 4:3 gegen Stade Reims zum ersten Mal diesen Pokal. Die meisten Tore erzielte Miloš Milutinović von Partizan Belgrad mit acht Treffern. Der erste Spieler, der in diesem Wettbewerb mindestens drei Tore in einem Spiel erzielte, war Péter Palotás von Vőrős Lobogó (Rotes Banner; bekannter unter dem traditionsreichen Namen MTK Budapest) beim 6:3 über Anderlecht.

## Teilnehmer
| Land           | Mannschaft                      | Qualifiziert als                                          | Meister der jeweiligen Liga     | Erreichte Runde |
| -------------- | ------------------------------- | --------------------------------------------------------- | ------------------------------- | --------------- |
| Belgien        | RSC Anderlecht                  | Meister der 1. Division 1954/55                           | RSC Anderlecht                  | 1. Runde        |
| BR Deutschland | Rot-Weiss Essen                 | Meister der Deutschen Fußballmeisterschaft 1954/55        | Rot-Weiss Essen                 | 1. Runde        |
| Dänemark       | Aarhus GF                       | Meister der Dänischen 1. Division 1954/55                 | Aarhus GF                       | 1. Runde        |
| Italien        | AC Mailand                      | Meister der Serie A 1954/55                               | AC Mailand                      | Halbfinale      |
| Jugoslawien    | FK Partizan Belgrad             | Fünfter der 1. jugoslawischen Fußballliga 1954/55         | NK Hajduk Split                 | Viertelfinale   |
| Niederlande    | PSV Eindhoven                   | Zweiter der Niederländischen Fußballmeisterschaft 1954/55 | Willem II Tilburg               | 1. Runde        |
| Portugal       | Sporting Lissabon               | Meister der Primeira Divisão 1954/55                      | Sporting Lissabon               | 1. Runde        |
| Schottland     | Hibernian Edinburgh             | Fünfter der Scottish Division One 1954/55                 | FC Aberdeen                     | Halbfinale      |
| Schweden       | Djurgårdens IF Fotbollsförening | Meister der Fotbollsallsvenskan 1954/55                   | Djurgårdens IF Fotbollsförening | Viertelfinale   |
| Schweiz        | Servette FC                     | Sechster der Schweizer Fussballmeisterschaft 1954/55      | FC La Chaux-de-Fonds            | 1. Runde        |
| Spanien        | Real Madrid                     | Meister der Primera División 1954/55                      | Real Madrid                     | Sieger          |
| Österreich     | SK Rapid Wien                   | Dritter der Österreichischen Fußballmeisterschaft 1954/55 | First Vienna FC                 | Viertelfinale   |
| Polen          | Gwardia Warszawa                | Vierter der 1. Liga 1954                                  | Ogniwo Bytom                    | 1. Runde        |
| Saarland       | 1. FC Saarbrücken               | Dritter der Fußball-Oberliga 1954/55                      | 1. FC Saarbrücken               | 1. Runde        |
| Ungarn         | Vőrős Lobogó Budapest           | Zweiter der Nemzeti Bajnokság 1954                        | Honvéd Budapest                 | Viertelfinale   |
| Frankreich     | Stade Reims                     | Meister der Division 1 1954/55                            | Stade Reims                     | Zweiter         |

## 1. Runde
Die Hinspiele fanden vom 4. September bis zum 1. November, die Rückspiele vom 12. Oktober bis zum 23. November 1955 statt.
|                       | Gesamt |                     | Hinspiel | Rückspiel |
| --------------------- | ------ | ------------------- | -------- | --------- |
| Sporting Lissabon     | 5:8    | Partizan Belgrad    | 3:3      | 2:5       |
| Vőrős Lobogó Budapest | 10:40  | RSC Anderlecht      | 6:3      | 4:1       |
| Servette Genf         | 0:7    | Real Madrid         | 0:2      | 0:5       |
| Rot-Weiss Essen       | 1:5    | Hibernian Edinburgh | 0:4      | 1:1       |
| Djurgårdens IF        | 4:1    | Gwardia Warszawa    | 0:0      | 4:1       |
| Aarhus GF             | 2:4    | Stade Reims         | 0:2      | 2:2       |
| SK Rapid Wien         | 6:2    | PSV Eindhoven       | 6:1      | 0:1       |
| AC Mailand            | 7:5    | 1. FC Saarbrücken   | 3:4      | 4:1       |

## Viertelfinale
Die Hinspiele fanden vom 23. November 1955 bis zum 18. Januar 1956, die Rückspiele vom 28. November 1955 bis zum 12. Februar 1956 statt.
|                | Gesamt |                       | Hinspiel | Rückspiel |
| -------------- | ------ | --------------------- | -------- | --------- |
| Djurgårdens IF | 1:4    | Hibernian Edinburgh   | 1:3      | 0:1       |
| Stade Reims    | 8:6    | Vőrős Lobogó Budapest | 4:2      | 4:4       |
| Real Madrid    | 4:3    | Partizan Belgrad      | 4:0      | 0:3       |
| SK Rapid Wien  | 3:8    | AC Mailand            | 1:1      | 2:7       |

## Halbfinale
Die Hinspiele fanden am 4./19. April 1956, die Rückspiele am 18. April/1. Mai 1956 statt.
|             | Gesamt |                     | Hinspiel | Rückspiel |
| ----------- | ------ | ------------------- | -------- | --------- |
| Stade Reims | 3:0    | Hibernian Edinburgh | 2:0      | 1:0       |
| Real Madrid | 5:4    | AC Mailand          | 4:2      | 1:2       |

## Finale
| Real Madrid                                    | Real Madrid | Stade Reims | Stade Reims |
| ---------------------------------------------- | --- | --- | ----------- |
| Real Madrid                                    | \| Finale \| \| 13. Juni 1956 in Paris (Prinzenpark) \| \| Ergebnis: 4:3 (2:2) \| \| Zuschauer: 38.239 \| \| Schiedsrichter: Arthur Edward Ellis ( England) \|                                   | \| Finale \| \| 13. Juni 1956 in Paris (Prinzenpark) \| \| Ergebnis: 4:3 (2:2) \| \| Zuschauer: 38.239 \| \| Schiedsrichter: Arthur Edward Ellis ( England) \|                                       | Stade Reims |
| Real Madrid                                    | Juan Alonso – Ángel Atienza, Marquitos, Rafael Lesmes – Miguel Muñoz , José María Zárraga – Joseíto, Ramón Marsal, Alfredo Di Stéfano, Héctor Rial, Francisco Gento Cheftrainer: José Villalonga | René-Jean Jacquet – Simon Zimny, Robert Jonquet , Raoul Giraudo – Michel Leblond, Robert Siatka – Michel Hidalgo, Léon Glovacki, Raymond Kopa, René Bliard, Jean Templin Cheftrainer: Albert Batteux | Stade Reims |
| Real Madrid                                    | 1:2 Alfredo Di Stéfano (14.) 2:2 Héctor Rial (30.) 3:3 Marquitos (67.) 4:3 Héctor Rial (79.) | 0:1 Michel Leblond (6.) 0:2 Jean Templin (10.) 2:3 Michel Hidalgo (62.) | Stade Reims |
| Finale                                         | | |             |
| 13. Juni 1956 in Paris (Prinzenpark)           | | |             |
| Ergebnis: 4:3 (2:2)                            | | |             |
| Zuschauer: 38.239                              | | |             |
| Schiedsrichter: Arthur Edward Ellis ( England) | | |             |

## Beste Torschützen
| Rang | Spieler            | Klub                  | Tore |
| ---- | ------------------ | --------------------- | ---- |
| 1    | Miloš Milutinović  | FK Partizan Belgrad   | 8    |
| 2    | Péter Palotás      | Vőrős Lobogó Budapest | 6    |
|      | Léon Glovacki      | Stade Reims           | 6    |
| 4    | René Bliard        | Stade Reims           | 5    |
|      | Alfredo Di Stéfano | Real Madrid           | 5    |
|      | Héctor Rial        | Real Madrid           | 5    |
| 7    | Alfred Körner      | Rapid Wien            | 4    |
|      | Mihály Lantos      | Vőrős Lobogó Budapest | 4    |
|      | Gunnar Nordahl     | AC Mailand            | 4    |
|      | Michel Leblond     | Stade Reims           | 4    |